# ماساتوشي كوشيبا
ماساتوشي كوشيبا (19 سبتمبر 1926 - 12 نوفمبر 2020)، هو عالم فيزياء ياباني حصل على جائزة نوبل للفيزياء عام 2002 بالاشتراك مع ريكاردو جياكوني وريموند ديفيس عن " بحوثه الرائدة في الفيزياء الفلكية وبصفة خاصة عن إثباته وجود الجسيم الأولي المسمى نيوترينو.

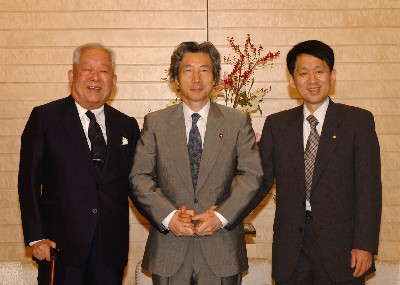
مع Jun'ichirō Koizumi و Kōichi Tanaka (في المقر الرسمي لرئيس الوزراء في 11 أكتوبر 2002)

ولد ماساتوشي كوشيبا في 19 سبتمبر 1926 بمدينة تويوهاشي باليابان.

## روابط خارجية
- ماساتوشي كوشيبا على موقع الموسوعة البريطانية (الإنجليزية)
- ماساتوشي كوشيبا على موقع مونزينجر (الألمانية)
- ماساتوشي كوشيبا على موقع إن إن دي بي (الإنجليزية)